# Уді Манбер
Уді Манбер (англ. Udi Manber) [де?], [коли?] — ізраїльський вчений-інформатик. Він є одним із авторів agrep та GLIMPSE. Після кар'єри інженера та менеджера він працював над медичними дослідженнями.
1975 року він отримав ступінь бакалавра з математики та ступінь магістра в 1978 році в Техніоні в Ізраїлі. У Вашингтонському університеті він здобув ще один ступінь магістра в 1981 році та докторську ступінь з інформатики в 1982 році.

## Кар'єра
Він отримав президентську нагороду молодого дослідника в 1985 році, отримав 3 нагороди за найкращі статті та щорічну нагороду Usenix Software Tools User Group Award програмного забезпечення в 1999 році. Разом з Джином Майерсом він розробив суфіксальний масив, структуру даних для зіставлення рядків.
Він був професором в Університеті Аризони і написав кілька статей, перебуваючи там, у тому числі «Використання індукції для проектування алгоритмів», у якій підсумовується його підручник (який ще друкується) «Введення в алгоритми: творчий підхід».
Він став головним науковим співробітником Yahoo! в 1998 році.
2002 року він приєднався до Amazon.com, де став «головним спеціалістом з алгоритмів» і віце-президентом. Пізніше він був призначений генеральним директором дочірньої компанії Amazon A9.com. Він подав патент від імені Amazon. У 2004 році Google рекламував спонсоровані списки для власного найму кожного разу, коли хтось шукав його ім'я в пошуковій системі Google.
2006 року його найняли в Google як одного з їхніх віце-президентів з розробки. У грудні 2007 року він анонсував Knol, проект Google зі створення сховища знань.
У жовтні 2010 року він відповідав за всі пошукові продукти в Google.
У жовтні 2014 року Манбер був призначений віце-президентом з розробки на YouTube.
У лютому 2015 року Манбер оголосив, що залишає YouTube заради Національного інституту здоров'я. Він залишив цю роль у 2016 році.
У лютому 2017 року Манбер пішов працювати на факультет медицини Каліфорнійського університету в Сан-Франциско та технічним радником Інституту комп'ютерних наук про здоров'я UCSF.
У жовтні 2018 року було повідомлено, що Манбер приєднався до Anthem як головний офіцер ШІ.
Менбер є членом ради директорів Twiggle і є радником Amino Health.
2020 року Манбер оголосив про нове підприємство під назвою Weekly Medical News.